# Sommer-Paralympics 2008/Teilnehmer (Vereinigte Staaten)
| stlisierte Goldmedaille | stlisierte Silbermedaille | stlisierte Bronzemedaille |
| ----------------------- | ------------------------- | ------------------------- |
| 36                      | 35                        | 28                        |

Die Vereinigten Staaten von Amerika nahmen mit 213 Athleten an den Sommer-Paralympics 2008 im chinesischen Peking teil.
Insgesamt gewannen die amerikanischen Athleten 99 Medaillen. Fahnenträgerin bei der Eröffnungsfeier war Jennifer Armbruster und bei der Schlussfeier Melissa Stockwell.

## Medaillen

### Medaillenspiegel
| Medaillenspiegel Vereinigte Staaten |                     |                              |                           |                           |        |
| Platz                               | Sportart            | Goldmedaille – Olympiasieger | Silbermedaille – 2. Platz | Bronzemedaille – 3. Platz | Gesamt |
| 1                                   | Schwimmen           | 17                           | 14                        | 13                        | 44     |
| 2                                   | Leichtathletik      | 9                            | 14                        | 5                         | 28     |
| 3                                   | Radsport            | 5                            | 5                         | 4                         | 14     |
| 4                                   | Rollstuhltennis     | 1                            | -                         | 1                         | 2      |
| 4                                   | Segeln              | 1                            | -                         | 1                         | 2      |
| 6                                   | Goalball            | 1                            | -                         | -                         | 1      |
| 6                                   | Rollstuhlbasketball | 1                            | -                         | -                         | 1      |
| 6                                   | Rollstuhlrugby      | 1                            | -                         | -                         | 1      |
| 9                                   | Rudern              | -                            | 1                         | 1                         | 2      |
| 10                                  | Sitzvolleyball      | -                            | 1                         | -                         | 1      |
| 11                                  | Bogenschießen       | -                            | -                         | 2                         | 2      |
| 12                                  | Judo                | -                            | -                         | 1                         | 1      |
| Total                               | Total               | 36                           | 35                        | 28                        | 99     |

### Medaillengewinner

#### Gold
| Name | Sportart            | Wettkampf                                        |
| --- | ------------------- | ------------------------------------------------ |
| Jim Bob Bizzell, Brian Frasure, Jerome Singleton, Casey Tibbs | Leichtathletik      | 4 × 100 m (T42-T46) Männer                       |
| Jeremy Campbell | Leichtathletik      | Diskuswurf (F44) Männer                          |
| Jeremy Campbell | Leichtathletik      | Fünfkampf (P44) Männer                           |
| Jessica Galli | Leichtathletik      | 400 m (T53) Frauen                               |
| Josh George | Leichtathletik      | 100 m (T53) Männer                               |
| April Holmes | Leichtathletik      | 100 m (T44) Frauen                               |
| Josiah Jamison | Leichtathletik      | 100 m (T12) Männer                               |
| Amanda McGrory | Leichtathletik      | 5000 m (T54) Frauen                              |
| Jeff Skiba | Leichtathletik      | Hochsprung (F44/46) Männer                       |
| Barbara Buchan | Radsport            | Straße Einzel-Zeitfahren (LC 3/LC 4/CP 3) Frauen |
| Barbara Buchan | Radsport            | Bahn Einzel Verfolgung (LC 3-4/CP 3) Frauen      |
| Oz Sanchez | Radsport            | Straße Einzel-Zeitfahren (HC C) Männer           |
| Jennifer Schuble | Radsport            | Bahn 500 m Zeitfahren (LC1-2/CP 4) Frauen        |
| Karissa Whitsell, Mackenzie Woodring | Radsport            | Straße Einzel-Zeitfahren (B&VI 1-3) Frauen       |
| Jen Armbruster, Lisa Banta, Jackie Barnes, Jessica Lorenz, Asya Miller, Robin Theryoung | Goalball            | Goalball Frauen                                  |
| Maureen McKinnon-Tucker, Nick Scandone | Segeln              | Zwei-Mann-Kielboot (Skud18)                      |
| Kelley Becherer | Schwimmen           | 50 Meter Freistil (S13) Frauen                   |
| Anna Eames | Schwimmen           | 100 Meter Schmetterling (S10) Frauen             |
| Rudy Garcia-Tolson | Schwimmen           | 200 Meter Lagen (SM7) Männer                     |
| Cortney Jordan | Schwimmen           | 50 Meter Freistil (S7) Frauen                    |
| Lantz Lamback | Schwimmen           | 100 Meter Rücken (S7) Männer                     |
| Jessica Long | Schwimmen           | 100 Meter Freistil (S8) Frauen                   |
| Jessica Long | Schwimmen           | 100 Meter Schmetterling (S8) Frauen              |
| Jessica Long | Schwimmen           | 200 Meter Lagen (SM8) Frauen                     |
| Jessica Long | Schwimmen           | 400 Meter Freistil (S8) Frauen                   |
| Ashley Owens | Schwimmen           | 100 Meter Freistil (S10) Frauen                  |
| Roy Perkins | Schwimmen           | 50 Meter Schmetterling (S5) Männer               |
| Erin Popovich | Schwimmen           | 100 Meter Freistil (S7) Frauen                   |
| Erin Popovich | Schwimmen           | 100 Meter Brust (SB7) Frauen                     |
| Erin Popovich | Schwimmen           | 200 Meter Lagen (SM7) Frauen                     |
| Erin Popovich | Schwimmen           | 400 Meter Freistil (S7) Frauen                   |
| Miranda Uhl | Schwimmen           | 200 Meter Lagen (SM6) Frauen                     |
| Justin Zook | Schwimmen           | 100 Meter Rücken (S10) Männer                    |
| Sarah Castle, Becca Murray, Patty Cisneros, Alana Nichols, Loraine Gonzales, Christina Ripp, Carlee Hoffman, Jen Ruddell, Emily Hoskins, Natalie Schneider, Mary Allison Milford, Stephanie Wheeler | Rollstuhlbasketball | Rollstuhlbasketball Frauen                       |
| Andy Cohn, Jason Regier, Will Groulx, Nick Springer, Scott Hogsett, Chance Sumner, Bryan Kirkland, Joel Wilmoth, Norm Lyduch, Mark Zupan, Seth McBride                                              | Rollstuhlrugby      | Rollstuhlrugby                                   |
| Nick Taylor, David Wagner | Rollstuhltennis     | Quadriplegiker Doppel                            |

#### Silber
| Name | Sportart       | Wettkampf                                        |
| --- | -------------- | ------------------------------------------------ |
| Jim Bob Bizzell | Leichtathletik | 200 m (T44) Männer                               |
| Jim Bob Bizzell | Leichtathletik | 400 m (T44) Männer                               |
| Jessica Galli | Leichtathletik | 100 m (T53) Frauen                               |
| Jessica Galli | Leichtathletik | 200 m (T53) Frauen                               |
| Jessica Galli | Leichtathletik | 800 m (T53) Frauen                               |
| Josh George | Leichtathletik | 800 m (T53) Männer                               |
| Lex Gillette | Leichtathletik | Weitsprung (F11) Männer                          |
| Peter Gottwald, Jr. | Leichtathletik | 800 m (T13) Männer                               |
| Tatyana McFadden | Leichtathletik | 200 m (T54) Frauen                               |
| Tatyana McFadden | Leichtathletik | 400 m (T54) Frauen                               |
| Tatyana McFadden | Leichtathletik | 800 m (T54) Frauen                               |
| Amanda McGrory | Leichtathletik | Marathon (T54) Frauen                            |
| Jerome Singleton | Leichtathletik | 100 m (T44) Männer                               |
| Jeff Skiba | Leichtathletik | Fünfkampf (P44) Männer                           |
| Alejandro Albor | Radsport       | Straßenrennen Einzel (HC C) Männer               |
| Allison Jones | Radsport       | Straße Einzel-Zeitfahren (LC 3/LC 4/CP 3) Frauen |
| Jennifer Schuble | Radsport       | Straße Einzel-Zeitfahren (LC 1/LC 2/CP 4) Frauen |
| Jennifer Schuble | Radsport       | Bahn Einzel Verfolgung (LC 1-2/CP 4) Frauen      |
| Karissa Whitsell, Mackenzie Woodring | Radsport       | Straßenrennen Einzel (B&VI 1-3) Frauen           |
| Simona Chin, James Dean, Jesse Karmazin, Emma Preuschl, Tracy Tackett | Rudern         | Vierer mit Steuermann/-frau (Mixed)              |
| Cheryl Angelelli | Schwimmen      | 50 Meter Freistil (S4) Frauen                    |
| Cheryl Angelelli | Schwimmen      | 100 Meter Freistil (S4) Frauen                   |
| Amanda Everlove | Schwimmen      | 50 Meter Freistil (S8) Frauen                    |
| Amanda Everlove | Schwimmen      | 100 Meter Schmetterling (S8) Frauen              |
| Amanda Everlove | Schwimmen      | 200 Meter Lagen (SM8) Frauen                     |
| Cortney Jordan | Schwimmen      | 100 Meter Freistil (S7) Frauen                   |
| Cortney Jordan | Schwimmen      | 400 Meter Freistil (S7) Frauen                   |
| Lantz Lamback | Schwimmen      | 100 Meter Freistil (S7) Männer                   |
| Lantz Lamback | Schwimmen      | 400 Meter Freistil (S7) Männer                   |
| Jessica Long | Schwimmen      | 100 Meter Rücken (S8) Frauen                     |
| Ashley Owens | Schwimmen      | 400 Meter Freistil (S10) Frauen                  |
| Erin Popovich | Schwimmen      | 50 Meter Freistil (S7) Frauen                    |
| Erin Popovich | Schwimmen      | 50 Meter Schmetterling (S7) Frauen               |
| Elizabeth Stone | Schwimmen      | 100 Meter Rücken (S9) Frauen                     |
| Allison Aldrich, Hope Lewellen, Heather Erickson, Brenda Maymon, Alexandra Gouldie, Gina McWilliams, Katie Holloway, Nichole Millage, Sugui Kriss, Kari Miller, Kendra Lancaster, Lora Webster | Sitzvolleyball | Sitzvolleyball Frauen                            |

#### Bronze
| Name                                                                 | Sportart        | Wettkampf                                |
| -------------------------------------------------------------------- | --------------- | ---------------------------------------- |
| Lindsey Carmichael                                                   | Bogenschießen   | Recurve (ST) Frauen                      |
| Jeff Fabry                                                           | Bogenschießen   | Compound (W1) Männer                     |
| Anjali Forber-Pratt                                                  | Leichtathletik  | 400 m (T53) Frauen                       |
| Anjali Forber-Pratt, Jessica Galli, Tatyana McFadden, Amanda McGrory | Leichtathletik  | 4 × 100 m (T53/T54) Frauen               |
| Brian Frasure                                                        | Leichtathletik  | 100 m (T44) Männer                       |
| Amanda McGrory                                                       | Leichtathletik  | 800 m (T53) Frauen                       |
| Casey Tibbs                                                          | Leichtathletik  | Weitsprung (F42/44) Männer               |
| Alejandro Albor                                                      | Radsport        | Straße Einzel-Zeitfahren (HC C) Männer   |
| Oz Sanchez                                                           | Radsport        | Straßenrennen Einzel (HC C) Männer       |
| Karissa Whitsell, Mackenzie Woodring                                 | Radsport        | Bahn Einzel Verfolgung (B&VI 1-3) Frauen |
| Anthony Zahn                                                         | Radsport        | Straße Einzel-Zeitfahren (LC4) Männer    |
| Greg Dewall                                                          | Judo            | Schwergewicht (über 100 kg) Männer       |
| Laura Schwanger                                                      | Rudern          | Einer 1000 m (Frauen)                    |
| John Ruf                                                             | Segeln          | Ein-Mann-Kielboot (2,4 mR)               |
| Kelley Becherer                                                      | Schwimmen       | 100 Meter Freistil (S13) Frauen          |
| Kelley Becherer                                                      | Schwimmen       | 400 Meter Freistil (S13) Frauen          |
| Aimee Bruder                                                         | Schwimmen       | 100 Meter Freistil (S4) Frauen           |
| Cody Bureau                                                          | Schwimmen       | 200 Meter Lagen (SM9) Männer             |
| Anna Eames                                                           | Schwimmen       | 100 Meter Freistil (S10) Frauen          |
| Rudy Garcia-Tolson                                                   | Schwimmen       | 100 Meter Brust (SB7) Männer             |
| Deborah Gruen                                                        | Schwimmen       | 100 Meter Brust (SB6) Frauen             |
| Cortney Jordan                                                       | Schwimmen       | 200 Meter Lagen (SM7) Frauen             |
| Lantz Lamback                                                        | Schwimmen       | 50 Meter Freistil (S7) Männer            |
| Jessica Long                                                         | Schwimmen       | 100 Meter Brust (SB7) Frauen             |
| Roy Perkins                                                          | Schwimmen       | 100 Meter Freistil (S5) Männer           |
| Jarrett Perry                                                        | Schwimmen       | 100 Meter Rücken (S9) Männer             |
| Susan Beth Scott                                                     | Schwimmen       | 400 Meter Freistil (S10) Frauen          |
| David Wagner                                                         | Rollstuhltennis | Quadriplegiker Einzel                    |